# João Monlevade
João Monlevade este un oraș în Minas Gerais (MG), Brazilia.